# Cantharocnemis livingstonei
Cantharocnemis livingstonei är en skalbaggsart som beskrevs av John Obadiah Westwood 1866. Cantharocnemis livingstonei ingår i släktet Cantharocnemis och familjen långhorningar. Inga underarter finns listade.